# St. Willibald (Traunfeld)

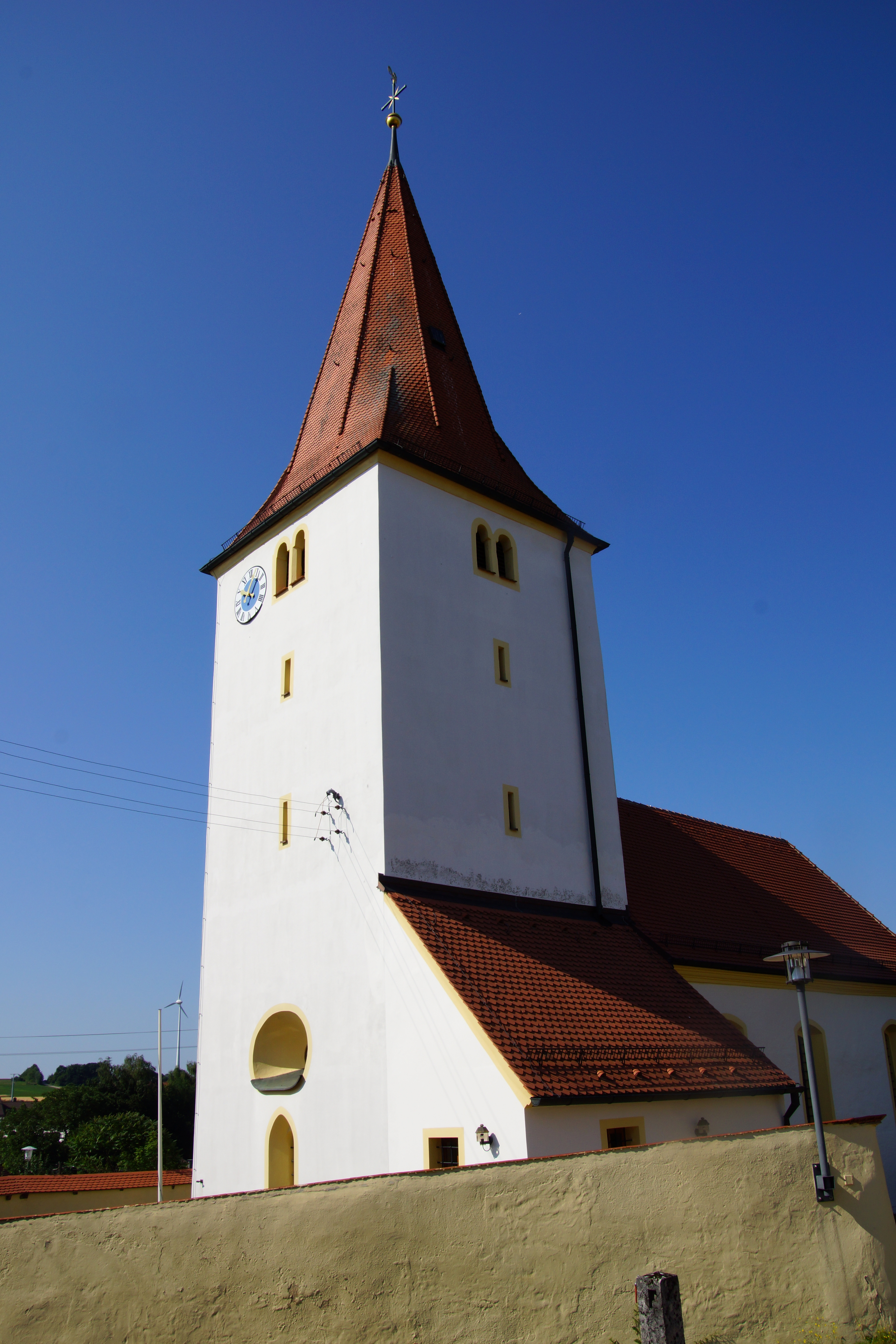
St. Willibald in Traunfeld

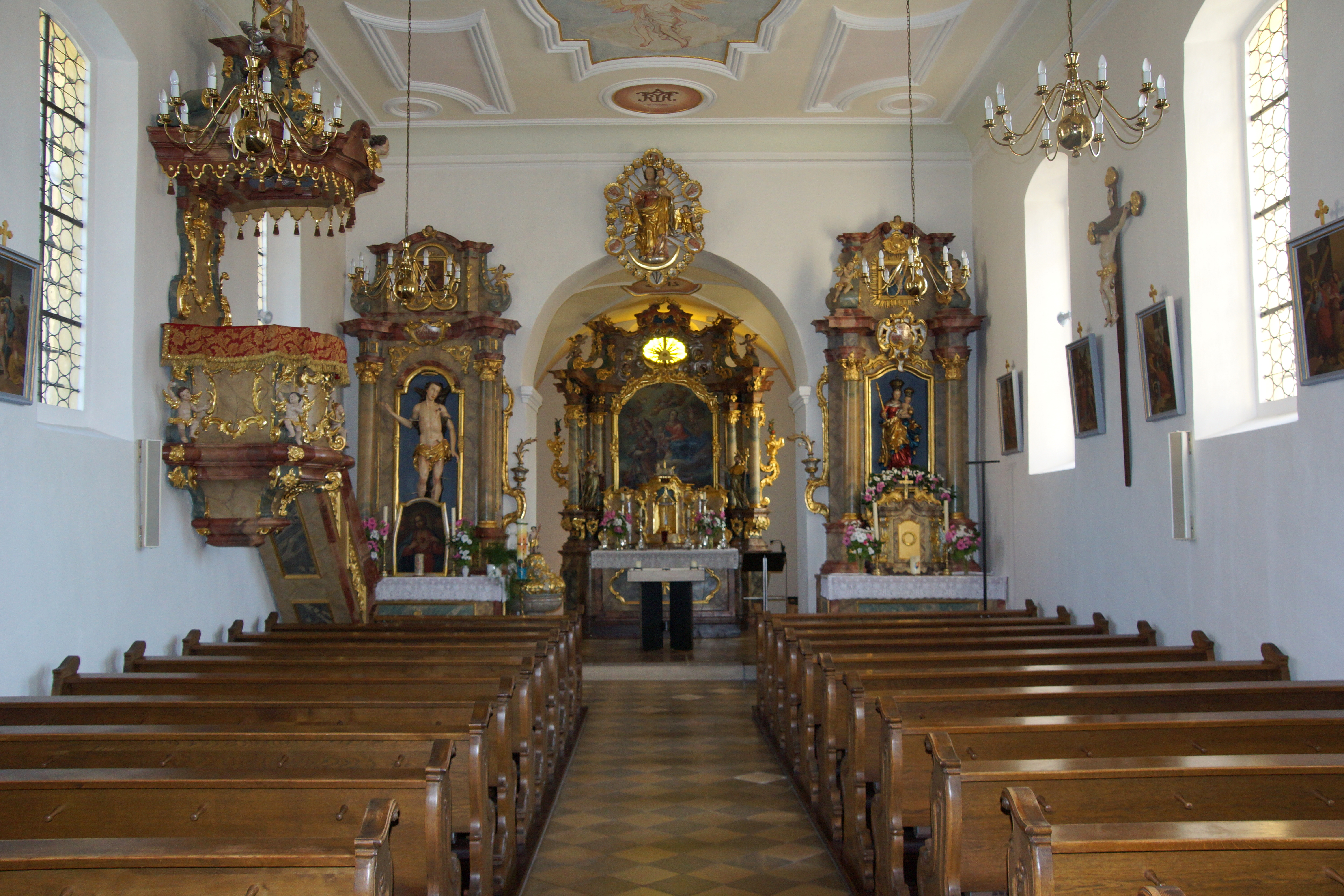
Innenansicht

Die römisch-katholische, denkmalgeschützte Pfarrkirche St. Willibald steht in Traunfeld, einem Gemeindeteil des Marktes Lauterhofen im Landkreis Neumarkt in der Oberpfalz. Die Kirche gehört zum Bistum Eichstätt. Das Bauwerk ist unter der Denkmalnummer D-3-73-140-57 als Baudenkmal in die Bayerische Denkmalliste eingetragen.

## Beschreibung
Die frühgotische Saalkirche wurde um 1670 umgestaltet. Sie besteht aus einem Langhaus, das mit einem Satteldach bedeckt ist, einem mit einem Knickhelm bedeckten Chorturm im Osten und der Sakristei, die mit einem Pultdach bedeckt ist, an der Nordwand des Chorturms. Das oberste Geschoss des Chorturms beherbergt die Turmuhr und hinter den als Biforien gestalteten Klangarkaden den Glockenstuhl.
Der Innenraum des Langhauses ist mit einer Flachdecke überspannt, der des Chors, d. h. der des Erdgeschosses des Chorturms, mit einem Kreuzgewölbe. Zur Kirchenausstattung gehört ein Hochaltar aus der Mitte des 18. Jahrhunderts, auf dessen Altarretabel Willibald von Eichstätt dargestellt ist. Die Orgel wurde 1928 von G. F. Steinmeyer & Co. als Opus 1489 gebaut.